# Keserű pereszke
A keserű pereszke (Tricholoma acerbum) a pereszkefélék családjába tartozó, Európában, Kelet-Ázsiában és Észak-Amerikában honos, meszes talajú tölgyesekben élő, nem ehető gombafaj. 

## Megjelenése
A keserű pereszke kalapja 8-12 cm széles, alakja kezdetben félgömbös, majd domború, majd széles-domborúan kiterül. Széle fiatalon erősen begöngyölt, majdnem a tönköt érinti; később is begöngyölt marad és bordázottá válik. A kalapbőr vastag, majdnem teljesen lehúzható, felülete sima, különösen a széle felé nemezes. Száraz időben matt, nedvesen fényes és síkos. Színe sárgás-okkeres, fehéres bézs, krémszínű, világosbarnás, majd sárgásbarna.
Húsa vastag, kemény. Színe fehér, sérülésre nem változik. Szaga gyenge, gyümölcsös; íze fanyar, kesernyés.  
Lemezei sűrűk, vastagok, pereszkefoggal lefutók. Színük fehér, krémszínű, esetleg kissé sárgás; idősen barnásan pettyezett lehet.
Tönkje 6-10 cm magas és 2-4 cm vastag. Alakja hengeres, vaskos, felülete sima. A kalap alatt fehéren szemcsézett, alatta színe a kalapéval egyezik.
Spórapora fehér. Spórája majdnem gömb alakú vagy ovális, sima, mérete 4,5-5,5 x 3,5-4,5 µm.

### Hasonló fajok
A ritka, rózsás árnyalatú Tricholoma roseocerba fajjal lehet összetéveszteni.

## Elterjedése és termőhelye
Európában, Kelet-Ázsiában és Észak-Amerikában honos. Észak- és Nyugat-Európában visszaszorulóban van. Magyarországon nem gyakori.
Meszes talajú, melegkedvelő lomberdőkben él, elsősorban tölgy és gesztenye alatt. Júniustól októberig terem.

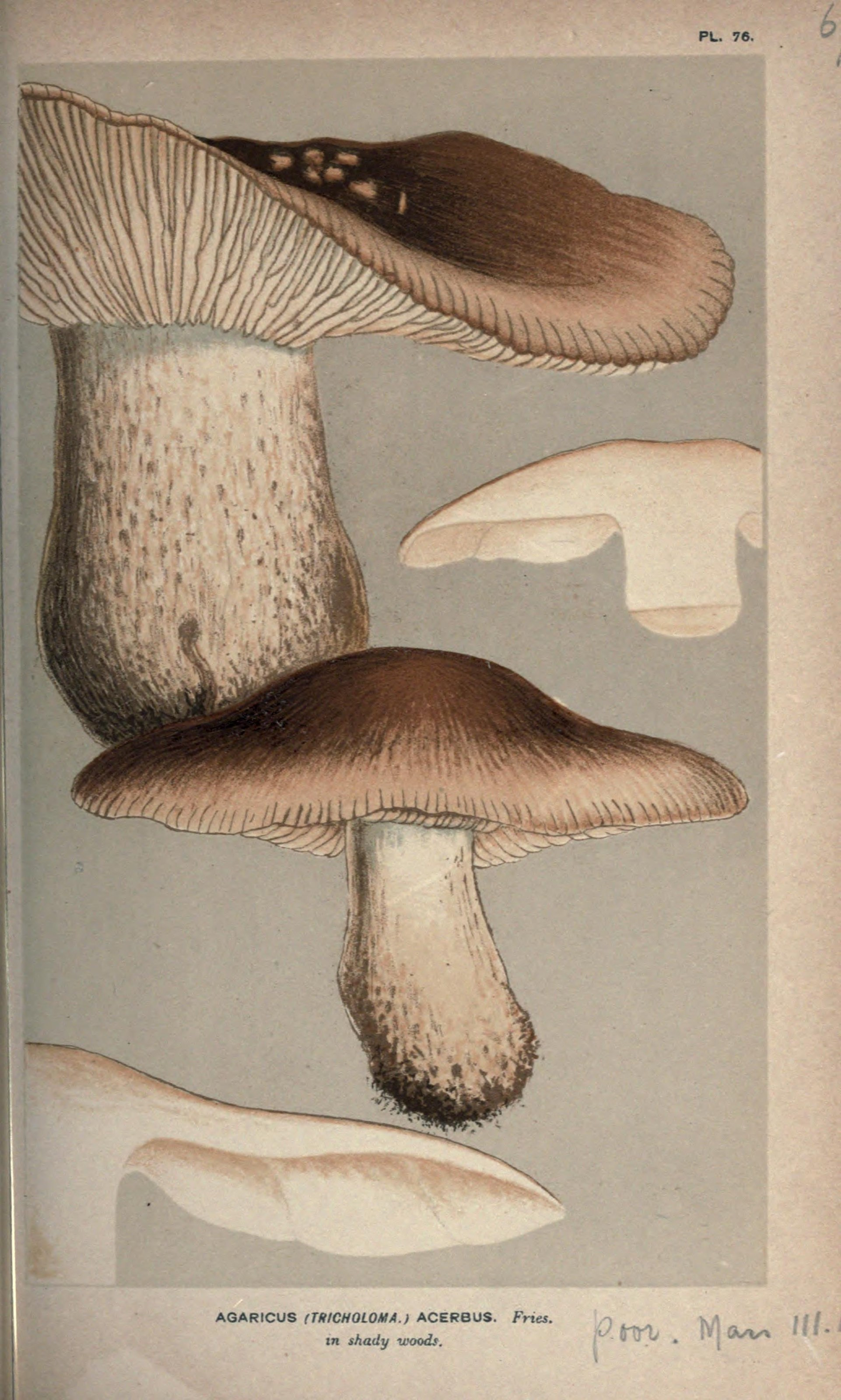
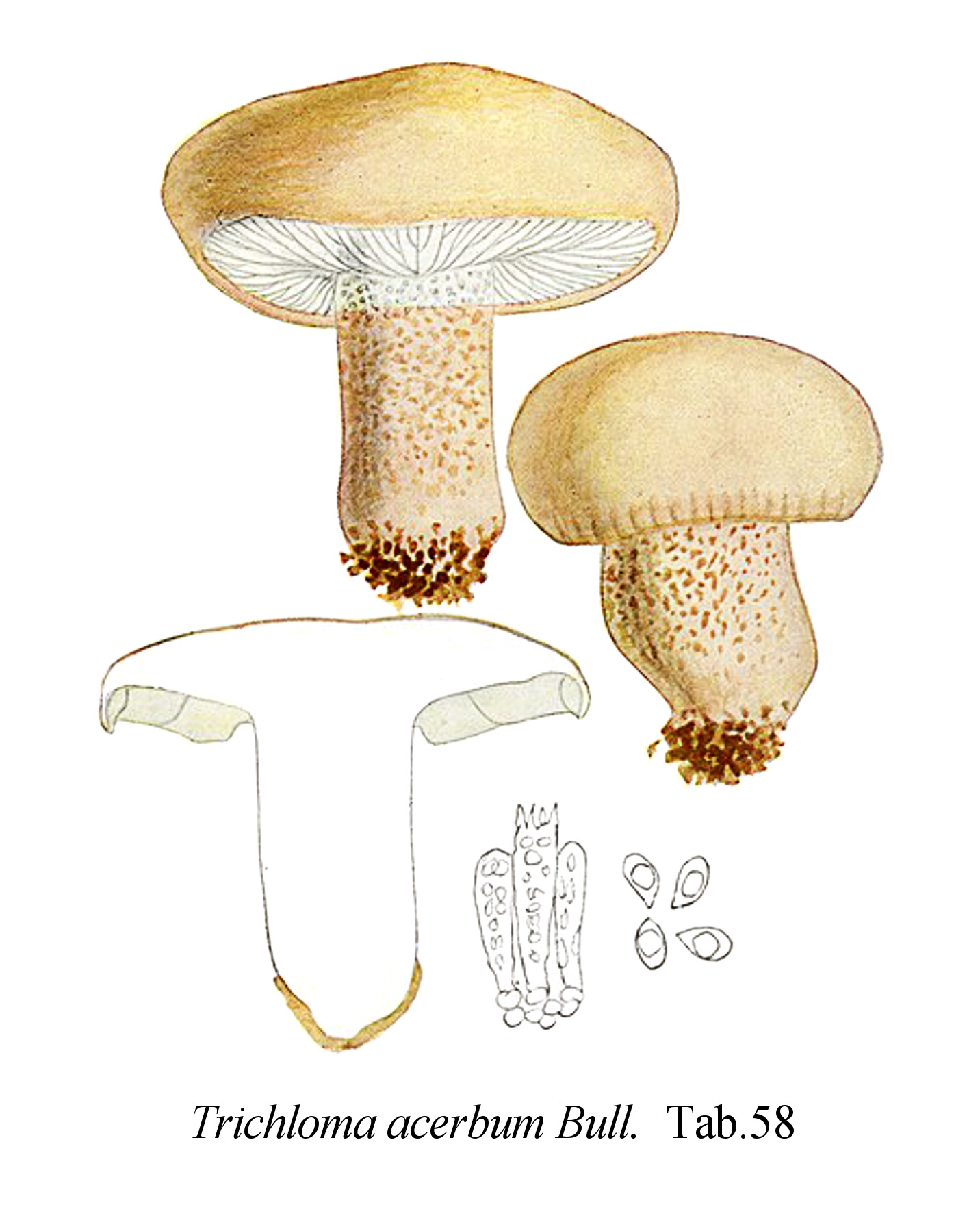
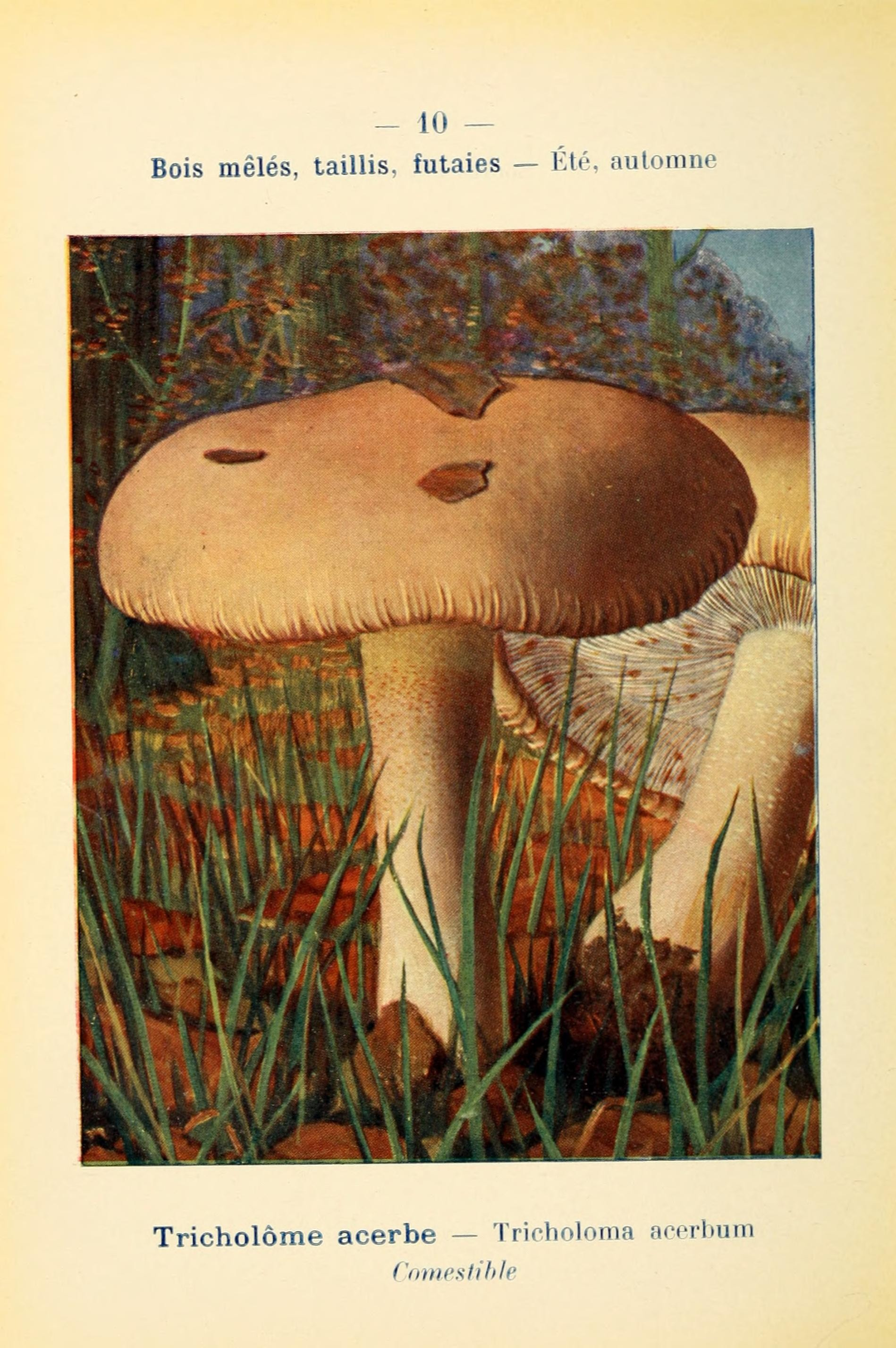
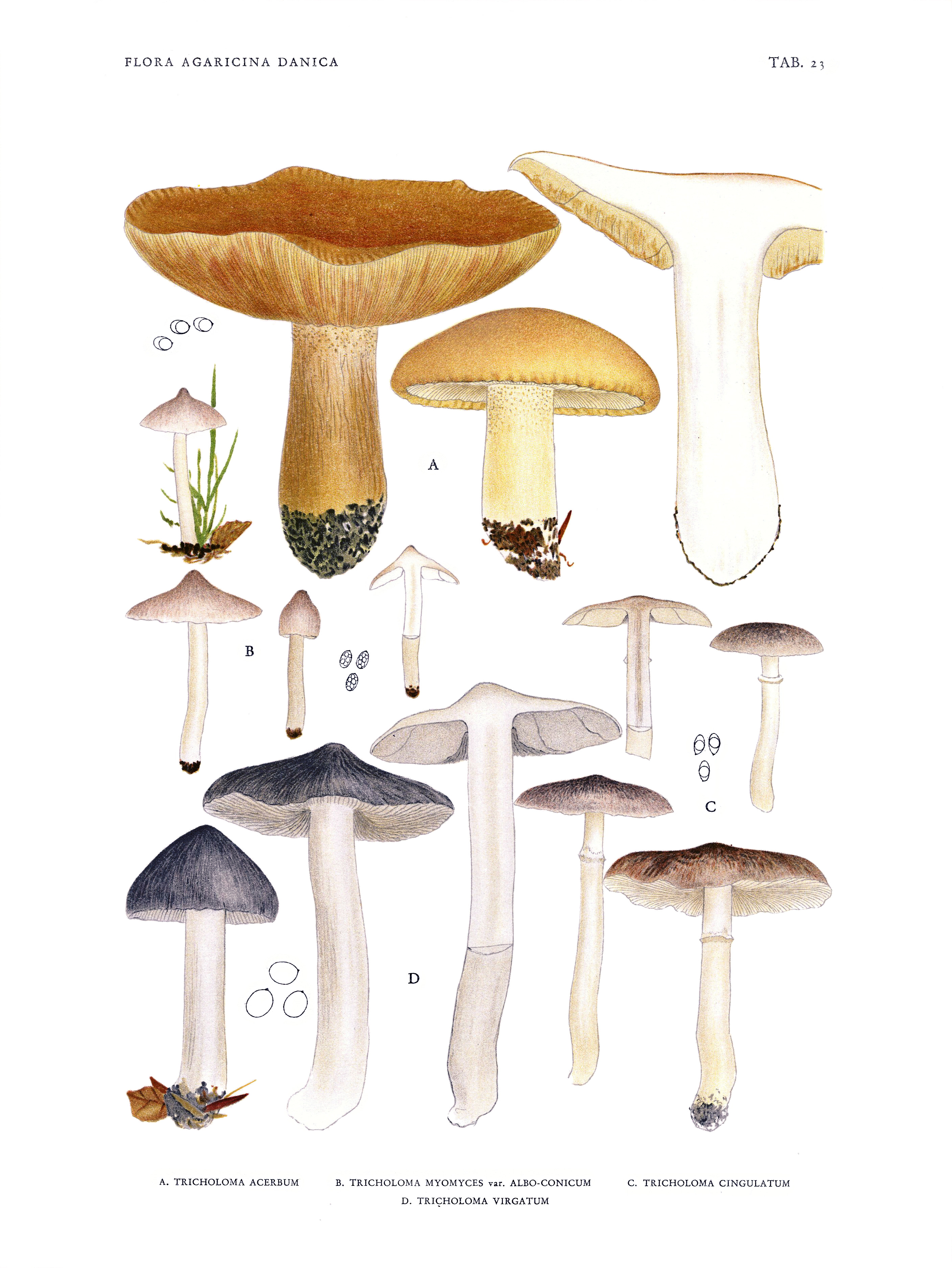

Nem ehető.  